# Palmskvättor
Palmskvättor (Cichladusa) är ett litet släkte med fåglar i familjen flugsnappare inom ordningen tättingar som återfinns i Afrika söder om Sahara.
Släktet palmskvättor omfattar endast tre arter:
- Gulögd palmskvätta (C. arquata)
- Angolapalmskvätta (C. ruficauda)
- Fläckig palmskvätta (C. guttata)